# Moshultamåla
Moshultamåla är en by i Algutsboda socken i Emmaboda kommun i Kalmar län. 
Byn är känd som författaren Vilhelm Mobergs födelseplats. Han inledde sin författarbana under pseudonymen "Ville i Momåla". 
I Moshultamåla finns en pestkyrkogård från 1710–1711.
Mellan 1958 och 1979 låg här en av Försvarsmaktens radaranläggningar av typ PS-08. Under byggnationstiden användes det gamla skolhuset i Moshultamåla som logement.

## Bildgalleri

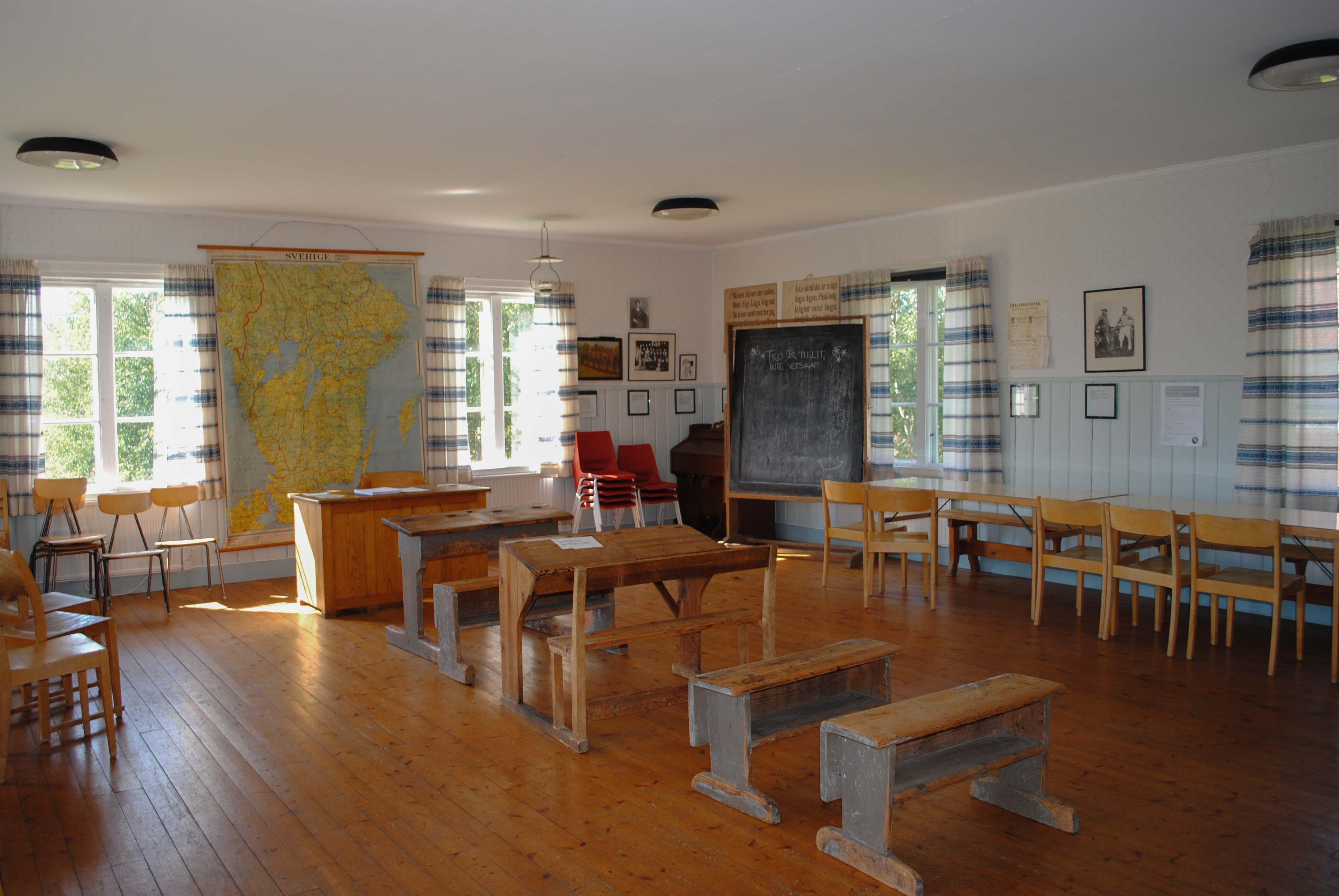
Moshultamåla skolsal
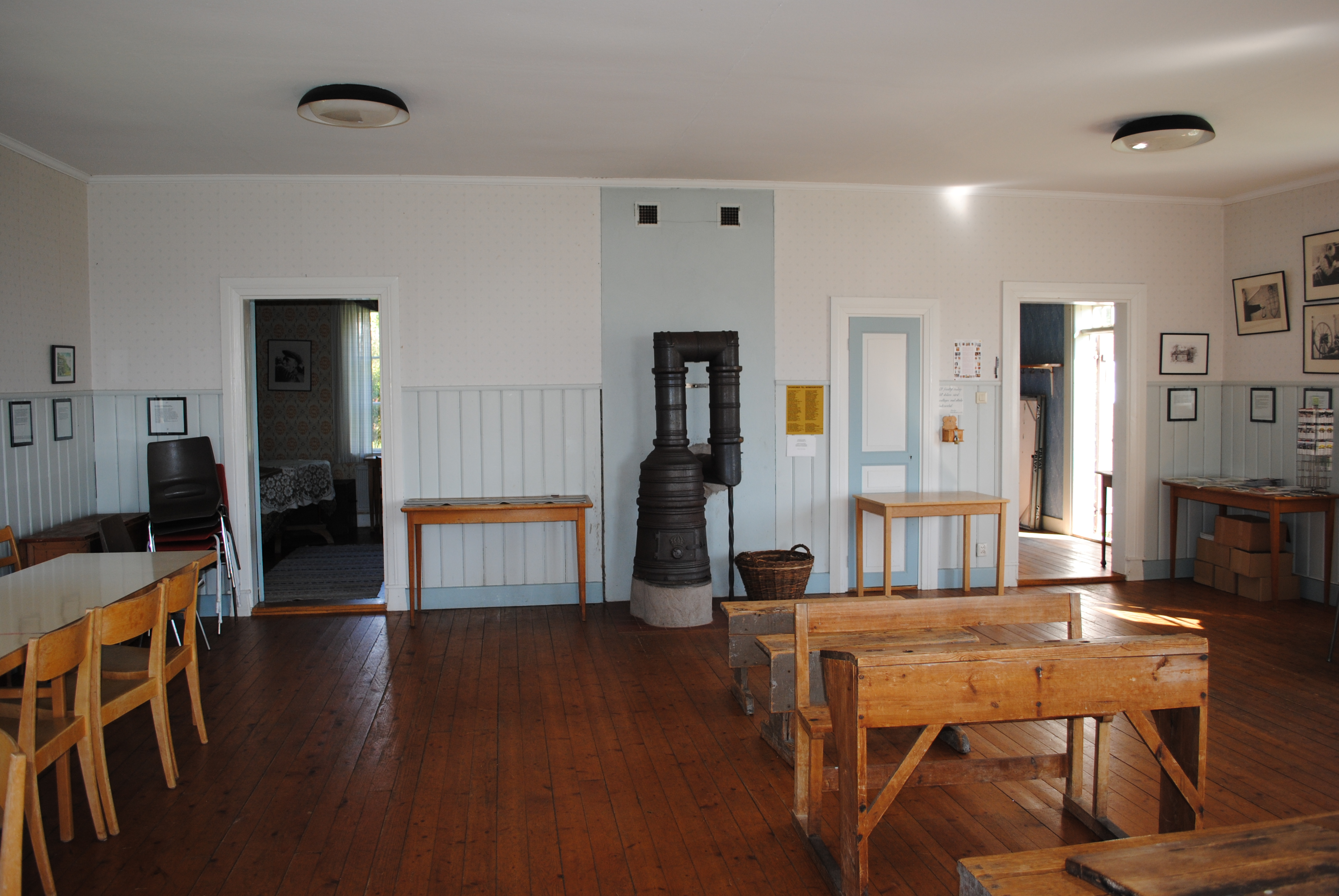
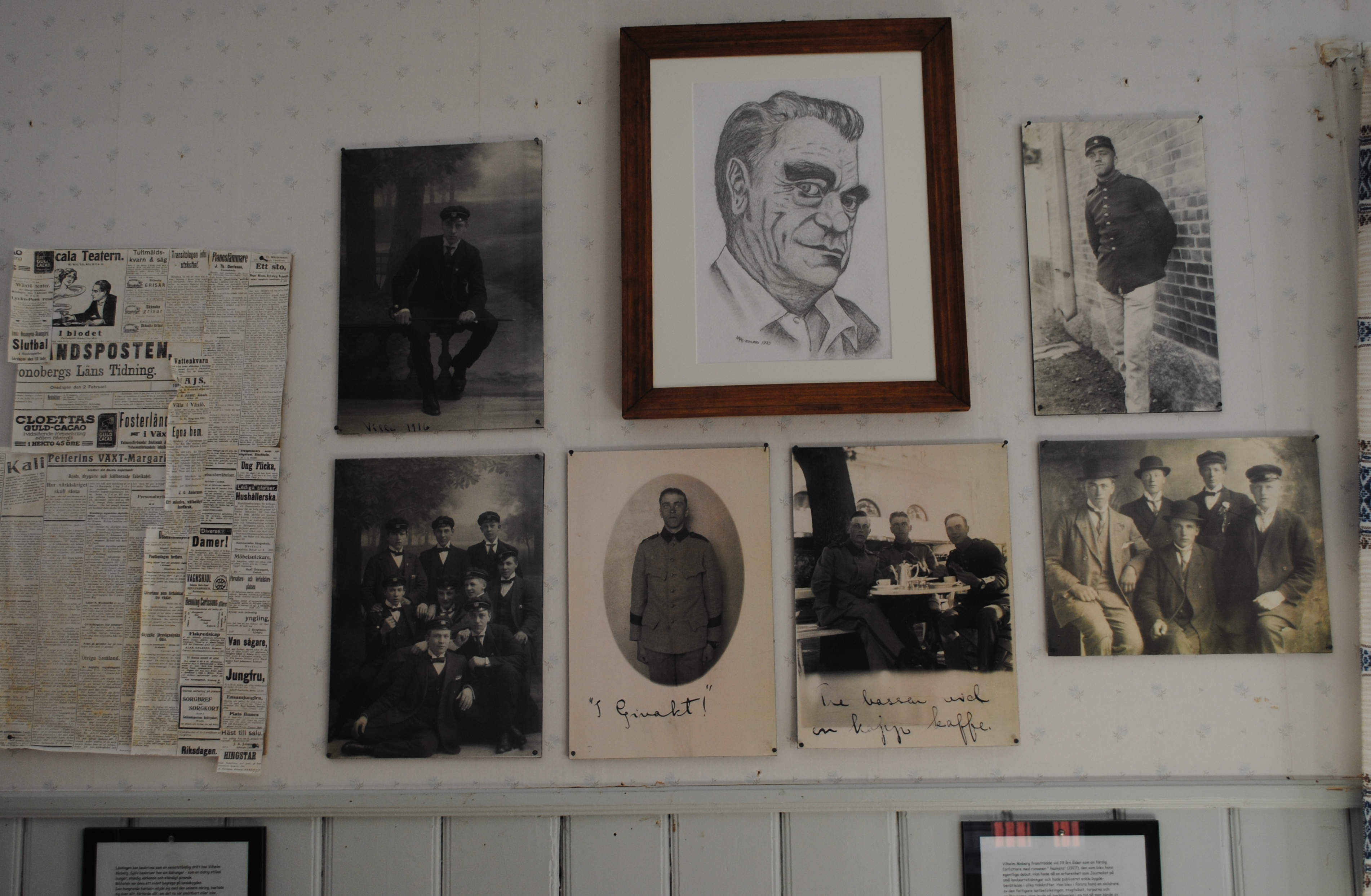
Bilder och foton på Vilhelm Moberg